# 14832 Алешинський
14832 Алешинський (1987 QC3, 1994 PY32, 14832 Alechinsky) — астероїд головного поясу, відкритий 27 серпня 1987 року.
Тіссеранів параметр щодо Юпітера — 3,581.